# 伊丽莎白城
伊丽莎白城（匈牙利語：Erzsébetváros）是布达佩斯的第七区，位于佩斯一侧。该区的内侧为佩斯传统的犹太区。欧洲最大的犹太会堂烟草街会堂位于该区。目前这是布达佩斯人口最稠密的区，每平方公里有29,681人。1910年，该区有152,454名居民。共产党执政时期，该区人口急剧下降，因为年轻人迁往新区。21世纪初，该区开始士绅化，得到恢复。
伊丽莎白城得名于皇后伊丽莎白，1882年1月17日命名。

## 友好城市
- Sveti Vlas, 保加利亚
- 波熱加, 克罗地亚
- 讷韦尔, 法国
- Stavroupoli, 塞萨洛尼基, 希腊
- Siedlce, 波兰
- Stari Grad, 贝尔格莱德, 塞尔维亚
- 卡爾洛瓦茨, 克罗地亚

## 市景

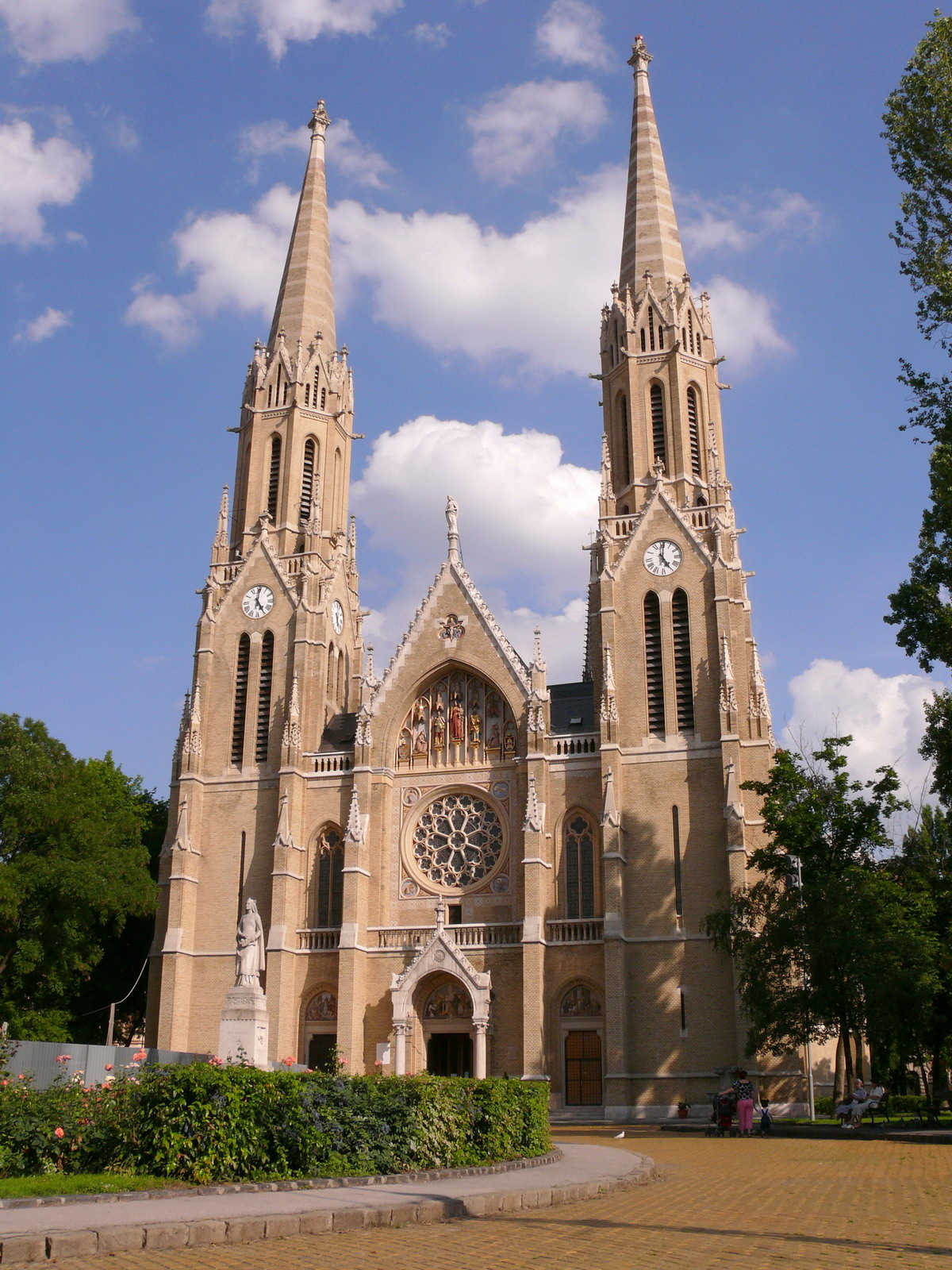
圣伊撒伯尔堂
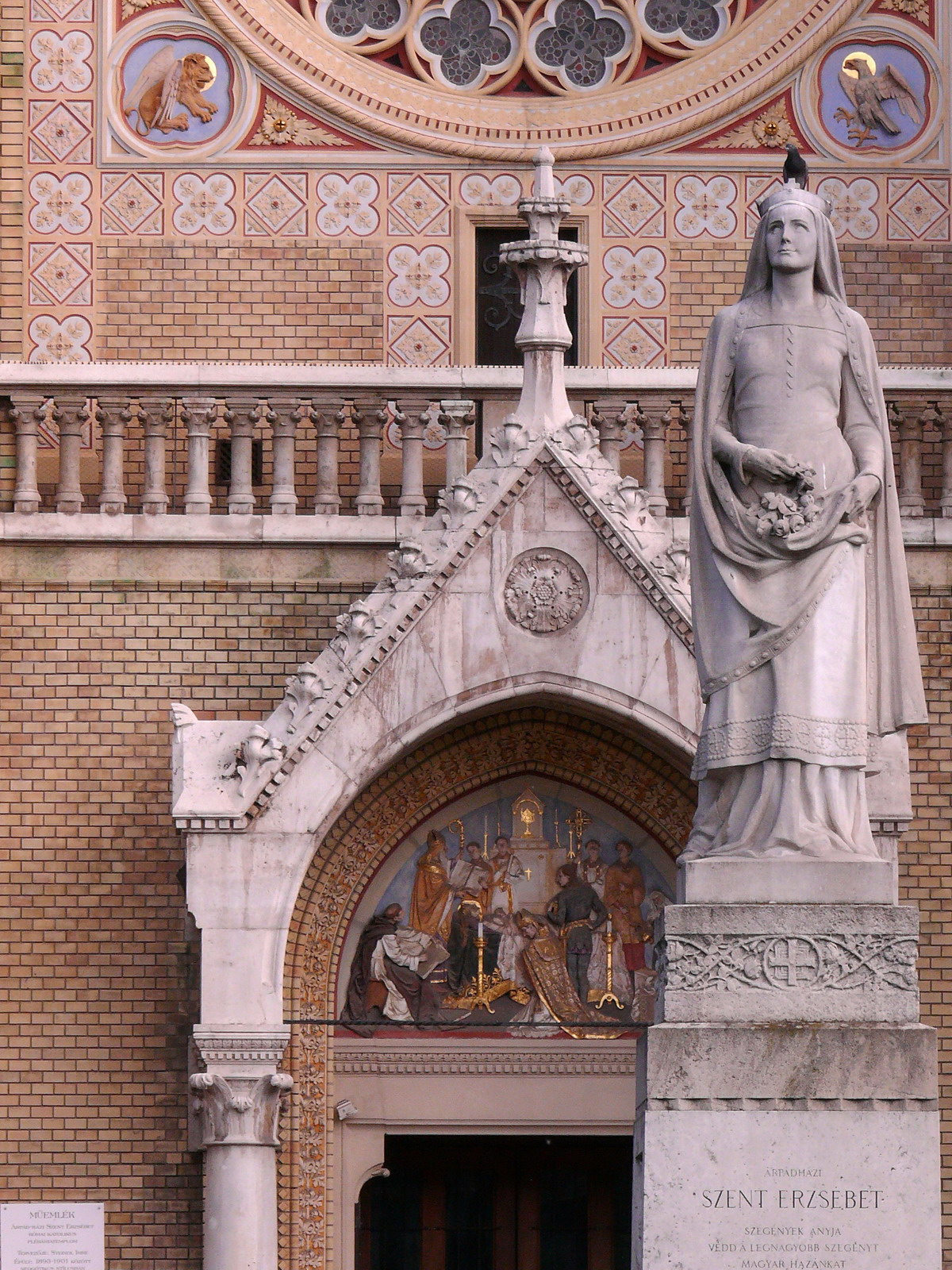
圣伊撒伯尔堂雕像
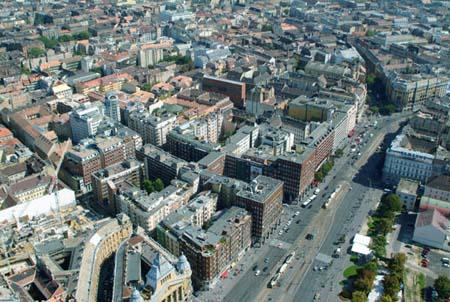
Madách square
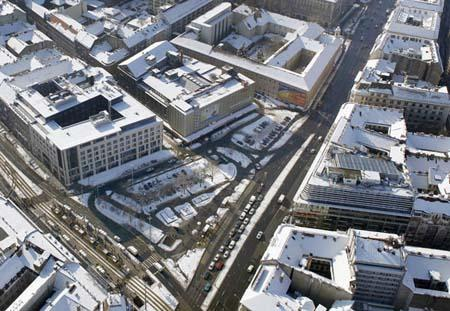
Blaha Lujza square
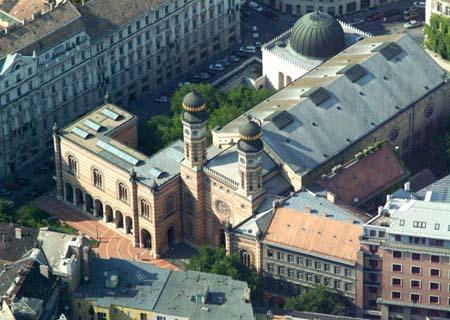
犹太会堂
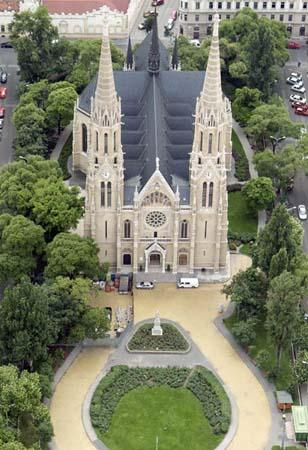
玫瑰广场